# Gymnoscelis fasciata
Gymnoscelis fasciata là một loài bướm đêm trong họ Geometridae.